# Red Dawn
Red Dawn is een Amerikaanse oorlogsfilm uit 1984, onder regie van John Milius. Het verhaal is eveneens geschreven door John Milius met hulp van Kevin Reynolds.
Red Dawn was de eerste Amerikaanse film die werd uitgebracht met MPAA-rating "PG-13". De film werd zelfs tijdelijk door het Guinness Book of Records erkend als de meest gewelddadige film ooit, met een totaal van 134 gewelddadige momenten per uur.

## Verhaal
De film speelt zich af in een soort van alternatieve wereld in 1984 waarin de Koude Oorlog escaleert tot een Derde Wereldoorlog. De film begint met een proloog, waarin wordt verteld dat het communisme doorgedrongen is in veel landen in Zuid-Amerika. En dat de landen van West-Europa geregeerd worden door regeringen die aanzienlijk bezuinigd hebben op defensie, militaire samenwerking en de betrekkingen met de VS en Canada zo hebben laten bekoelen dat de NAVO opgehouden is te bestaan.
Door de slechtste oogst in 55 jaar tijd ontstaat in de Sovjet-Unie een voedseltekort en onrust onder de bevolking. Om de orde te herstellen wordt op bevel van de Sovjetregering het leger ingezet en worden er in het geheim plannen gemaakt om een oorlog te beginnen zodat voedsel en grondstoffen veroverd kunnen worden en het gewone volk verenigd kan worden door de strijd tegen de vijand.
Samen met zijn bondgenoten Mexico, Cuba en Nicaragua valt de Sovjet-Unie de Verenigde Staten binnen. Vliegtuigen uit de commerciële luchtvaart worden volgeladen met parachutisten, om geen argwaan te wekken. Vanuit Mexico vertrekken deze vliegtuigen richting het midden van de Verenigde Staten. De landen in Europa worden – in het begin – niet aangevallen door de Sovjet-Unie.
Centraal in het verhaal staat een groep leerlingen van de Calumet High School. Tijdens de geschiedenisles begint de Russische aanval. De Russen nemen het plaatsje over en drijven alle burgers bijeen. Alleen acht studenten kunnen ontkomen in een truck met een lading wapens en voedsel. Ze zijn gedwongen de bergen in te vluchten terwijl de Amerikanen de oorlog verklaren aan Russische en Cubaanse troepen. Samen besluiten ze een verzetsgroep op te richten: De Wolverines. Ze vinden schuil op een boerderij die eigendom is van enkele vrienden van de familie van de studenten. Vanuit de boerderij plegen ze enkele aanslagen op Russische troepen.
De groep ontmoet enkele maanden in de oorlog luitenant-kolonel Andrew Tanner wiens gevechtsvliegtuig is neergeschoten; hij legt de groep uit dat enkele cruciale bolwerken van de Amerikaanse overheid zoals de hoofdstad Washington D.C. zijn verwoest door toedoen van atoombommen. Het middendeel van de VS is ingenomen door miljoenen soldaten uit Midden-Amerika en daarbij zijn de Sovjets ook via Alaska het noordelijke deel van Noord-Amerika binnen getrokken; verder meld Tanner dat China ook in oorlog is met de Sovjet-Unie. De communistische invasie is inmiddels helemaal vastgelopen dankzij vastberaden tegenstand van de Amerikanen en Canadezen.
Tanner sluit zich bij de Wolverines aan. Deze worden door hun zware aanvallen steeds meer gezien als een ernstige bedreiging door de Russen. De Russen proberen de Wolverines te ontmoedigen nog meer aanslagen te plegen door na iedere aanval willekeurig een aantal krijgsgevangenen te doden. Dit heeft echter een averechts effect en steeds meer Amerikanen steunen de groep. Als nieuw plan sturen de Russen een groep commando’s de bergen in om de Wolverines uit te roeien, maar ze worden door hen in een hinderlaag gelokt en zelf gedood.
De vele aanvallen door de Russen verzwakken de groep echter. Al snel wordt het duidelijk dat de Wolverines een verliezende strijd vechten. Na een aanval door helikopters blijven er nog maar vier Wolverines over: Jed, Matt, Danny, en Erica. Jed en Matt plegen een aanslag op een Sovjethoofdkwartier zodat Danny en Erica kunnen ontkomen naar het nog niet bezette Amerika. De aanval slaagt, maar Jed en Matt raken zwaargewond, en het wordt geïmpliceerd dat ze niet veel later sterven in een park.
In de epiloog vertelt Erica dat de Amerikanen de aanval uiteindelijk konden afslaan. Er wordt een gedenkteken geplaatst als herinnering aan de acties van de Wolverines. Het gedenkteken bevat, vertaald naar het Nederlands, de tekst: "In de vroege dagen van de Derde Wereldoorlog, plaatsten guerrilla's – vooral kinderen – de namen van hun verloren medestanders op deze rots. Ze vochten hier alleen en gaven hun levens op, zodat dit land niet van de aarde zou vergaan."

## Kaart

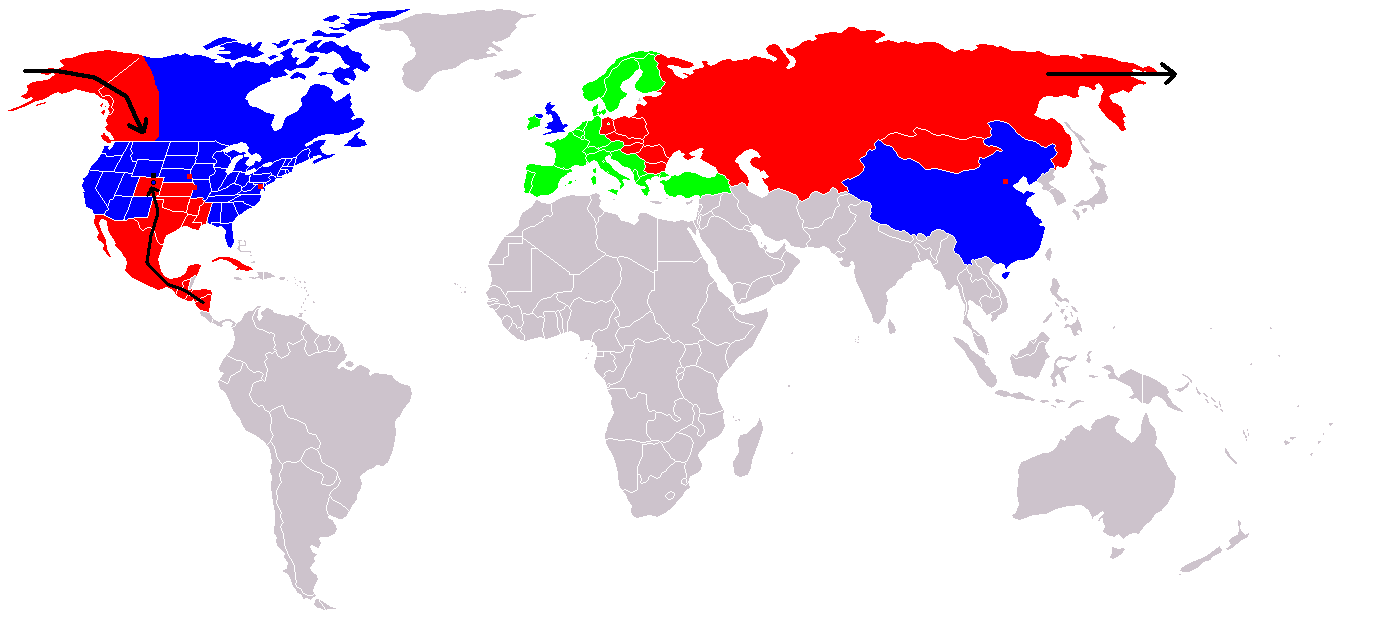
Kaart van de in de film beschreven gebeurtenissen:
Blauw: De Verenigde Staten en hun bondgenoten Canada, het Verenigd Koninkrijk en de Volksrepubliek China.
Rood: De Sovjet-Unie en haar bondgenoten Mexico, Cuba en Nicaragua en veroverde gebieden.
Groen: De neutrale landen van West-Europa.
De rode stippen tonen enkele belangrijke locaties zoals Washington D.C., Omaha (Nebraska), Kansas City (Missouri) en Peking (China), die werden vernietigd door atoombommen.

Deze kaart van Noord-Amerika is gebaseerd op de proloog aan het begin van de film en op opmerkingen gemaakt door personages in dialogen tijdens de film, en laat ongeveer zien hoever de Sovjets en hun bondgenoten uit Centraal-Amerika kwamen gedurende hun invasie in de Verenigde Staten en Canada.
Zoals gemeld door luitenant-kolonel Andrew Tanner drongen de communistische troepen door tot aan de plaats Cheyenne als meest noordelijke punt en van daar naar de staat Kansas; maar werden ze tegengehouden door het Amerikaanse leger aan de rivier de Mississippi in het oosten en in de Rocky Mountains in het westen. Dat betekent dat de staten Texas, Louisiana, Arkansas, Oklahoma, New Mexico, Colorado en Kansas bezet gebied zijn en het is ook zeker dat Arizona grotendeels bezet is, deze staat deelt een grens met communistisch Mexico. De Sovjetaanval op Alaska was ook een zware tegenslag voor de Amerikanen, Tanner wekt de indruk dat een groot deel van westelijk Canada tot aan de grens met Verenigde Staten bezet is door Sovjettroepen. Het is ook waarschijnlijk dat Belize en mogelijk zelfs de Kaaimaneilanden zijn bezet door communistische troepen vanwege hun nauwe banden met het Verenigd Koninkrijk.
Maar de communistische aanval is helemaal vastgelopen, dankzij vastberaden verzet van Amerikaanse en Canadezen militairen en door guerrilla's zoals de Wolverines. Ook wordt in de film de indruk gewekt dat de communistische landen hun troepen niet genoeg logistieke ondersteuning kunnen geven.

## Rolverdeling
| Acteur             | Personage                       |
| ------------------ | ------------------------------- |
| Patrick Swayze     | Jed Eckert                      |
| Charlie Sheen      | Matt Eckert                     |
| Jennifer Grey      | Toni Mason                      |
| Lea Thompson       | Erica Mason                     |
| Harry Dean Stanton | Meneer Eckert                   |
| Ben Johnson        | Jack Mason                      |
| Powers Boothe      | luitenant-kolonel Andrew Tanner |

## Achtergrond
Het scenario voor Red Dawn werd geschreven door John Milius en Kevin Reynolds. 
Het originele scenario droeg de titel Ten Soldiers, en had een verhaal dat meer gebaseerd was op Lord of the Flies. In dit scenario lag de ondertoon namelijk op de agressieve aard van iedere mens. John Milius liet zich voor het scenario onder andere inspireren door de Sovjetaanval op Afghanistan.
De film werd opgenomen in en rond Las Vegas, New Mexico. Voor de opnames begonnen, ondergingen de acteurs een acht weken durende militaire training.
Vijf van de 36 parachutisten die meededen aan de invasiescène aan het begin van de film, raakten gewond bij de opnames omdat een windvlaag hen wegblies van de geplande landingslocatie.
De film kwam uit toen de Koude Oorlog nog aan de gang was.

## Remake
In het najaar van 2012 werd een gelijknamige remake van de film uitgebracht. In deze Red Dawn (2012) waarvan het filmen zelf al eind 2009 voltooid was; ontstaat er een bondgenootschap van enkele Aziatische landen met Noord-Korea en Rusland als vooraanstaande leden die besluiten de VS aan te vallen. Deze remake werd door critici slecht ontvangen.

## Prijzen en nominaties
In 1985 werd Red Dawn genomineerd voor een Young Artist Award in de categorie Best Young Supporting Actor in a Motion Picture Musical, Comedy, Adventure or Drama (Brad Savage)